# Robert Gould
Robert Gould (1660 - 1708 o 1709) fue un poeta inglés de finales del siglo XVII. Sus obras con múltiples excesos se inscriben entre las de la literatura de la Restauración inglesa.
Gould nació en el seno de una familia modesta y se quedó huérfano a la edad de trece años. Se cree que tenía una hermana pero se desconoce su nombre. El joven Robert se hizo sirviente: no se conoce su primer empleo pero según algunos indicios que aparecen en sus poemas parece ser que se trataba de la casa de una mujer de la aristocracia. Antes de cumplir los veinte años entró al servicio de Charles Sackville, conde de Dorset, conocido por su estilo de vida libertino y por su mecenazgo en favor de las artes. Gould aprendió a leer y a escribir en esa casa, no sólo en inglés sino también en latín. 
Fue un autor olvidado durante mucho tiempo por la historia literaria. Sus obras no han tenido ninguna edición contemporánea.

## Poesía
Inició su carrera poética componiendo numerosas odas. En el siglo XVII el autor de una oda podía esperar una remuneración, ya fuera en forma de regalo o de algo de dinero por parte de las librerías, como anticipación a las posibles ventas. Gould vendió bien sus odas pero sin obtener una ganancia considerable. 
Gould cambió de empleo en 1683 y se hizo un nombre como escritor con Love Given O'er: Or a Satyr on the Inconstancy of Woman. Inspirado en una sátira de Juvenal mucho más moderada el poema de Gould pretende condenar "el orgullo, la lascividad y la inconstancia de la mujer". La misoginia de la obra es una de las más duras y viscerales de toda la poesía inglesa. Todas las ediciones de la obra se agotaron con facilidad gracias al entusiasmo de los lectores.
Después escribió una sátira sobre el teatr (Satyr on the Play House) conteniendo descripciones detalladas de los actores y del mundo del espectáculo de la Restauración. Gould siguió explotando el éxito de Love Given O'er: Or a Satyr on the Inconstancy of Woman publicando una serie de poemas misóginos, con contenidos específicos y concretos sobre el comportamiento de la mujer. Sus textos están plagados de damas de la aristocracia que, aun teniendo dinero, prefieren pagar al cochero con una felación y de mujeres haciendo el amor en un coche donde el placer se multiplica gracias a los saltos del vehículo sobre el pavimento.
La carrera del autor fue breve pero muestra la vivacidad de un mundo literario subterráneo e inmensamente sexista. Tras la conversión de John Dryden al catolicismo, Gould entabló una auténtica guerra literaria con él. En Jack Squab ataca de forma despiadada la ausencia de fe de Dryden.

## Tragedias
Gould escribió también algunas tragedias. La primera, Innocence Distress’d nunca fue representada. La ofreció a la United Company en 1689. Thomas Betterton era el director de facto de la compañía y Elizabeth Barry su principal actriz. Estos personajes, posiblemente ofendidos por la sátira sobre el teatro escrita por Gould, rechazaron la propuesta. En 1695 se representó su segunda obra The Rival Sisters.

## Estilo
En el fondo, Gould fue un realista sincero y ardiente. En sus sátiras, las familias y los ancestros de la aristocracia quedaban ridiculizados si es que habían sido partidarios de Oliver Cromwell durante la primera revolución inglesa. Fue también fiel a la Iglesia de Inglaterra sin realizar duras críticas a los protestantes más radicales como Richard Baxter o George Fox. 
Desde un punto de vista estilístico, Robert Gould anunció algunos de los aspectos de la poesía de los años 1710. Tenía una gran amistad con John Oldman con quien se encuentran similitudes de estilos. Era más joven que otros autores de la literatura de la Restauración inglesa, si se le compara, por ejemplo con Dryden, John Wilmot o George Villiers, siendo más joven incluso que Aphra Behn. Su generación es la primera que conoce sólo la Restauración sin recuerdos del periodo de interregno.
- Datos: Q3435259